# 大翅鲸
座头鲸（学名：Megaptera novaeangliae，意为大翅鲸，英語：意为驼背鲸）又名巨臂鲸，於鬚鯨小目的海洋哺乳動物。其中文名源于日文（日本江戶時期的視障人士之社會階級），因其背鰭及背瘤的外貌好似背負琵琶的盲人琵琶法师而得名。大翅鯨為大型鬚鯨，胸鰭特別的長，約占身體的三分之一。 成年鯨身長可達約11.5至16公尺之間（39至52英尺），少數大個體雌鯨體長可超過18公尺，成年雄鯨平均體長13-14公尺，成年雌鯨為14-15公尺; 剛出生的仔鯨長約3至6公尺。。成年鯨体重25至40公吨，最重可達60公吨，新生仔鯨重1至2公噸。座头鲸以其躍出水面姿勢、超長的胸鰭與成年雄鯨複雜的叫聲而聞名。世界各大洋都有座頭鯨的蹤跡，是賞鯨者的最愛之一。
屬名來自希臘文「[μεγα-πτερα] 错误：{{Lang}}：無法辨識代碼 gre（帮助）」，意思是「大型的翅膀」，形容座頭鯨極大的胸鰭。一般認定有關座頭鯨最早的文獻紀錄出現在法國動物學家馬蒂蘭·雅克·布里松的著作《Regnum Animale in Classes IX Distributum》，該著作對座頭鯨的稱呼與座頭鯨的種小名「novaeangliae」都代表「來自新英格蘭的」，可能是因為早期在該地區有許多座頭鯨的目擊紀錄。

## 生理描述

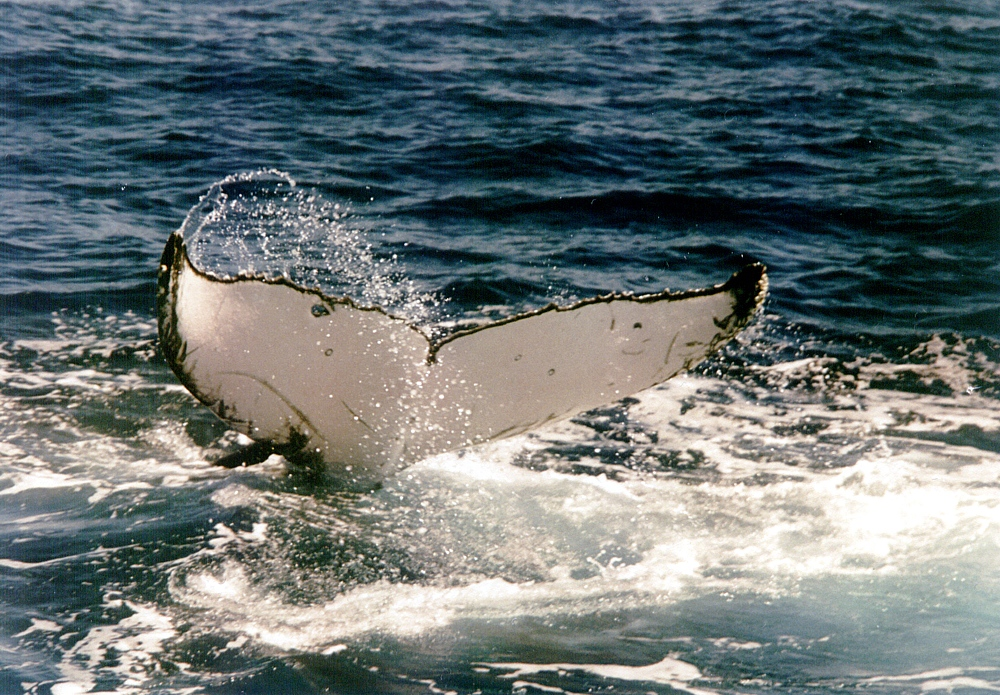
一頭年輕座頭鯨的尾鰭

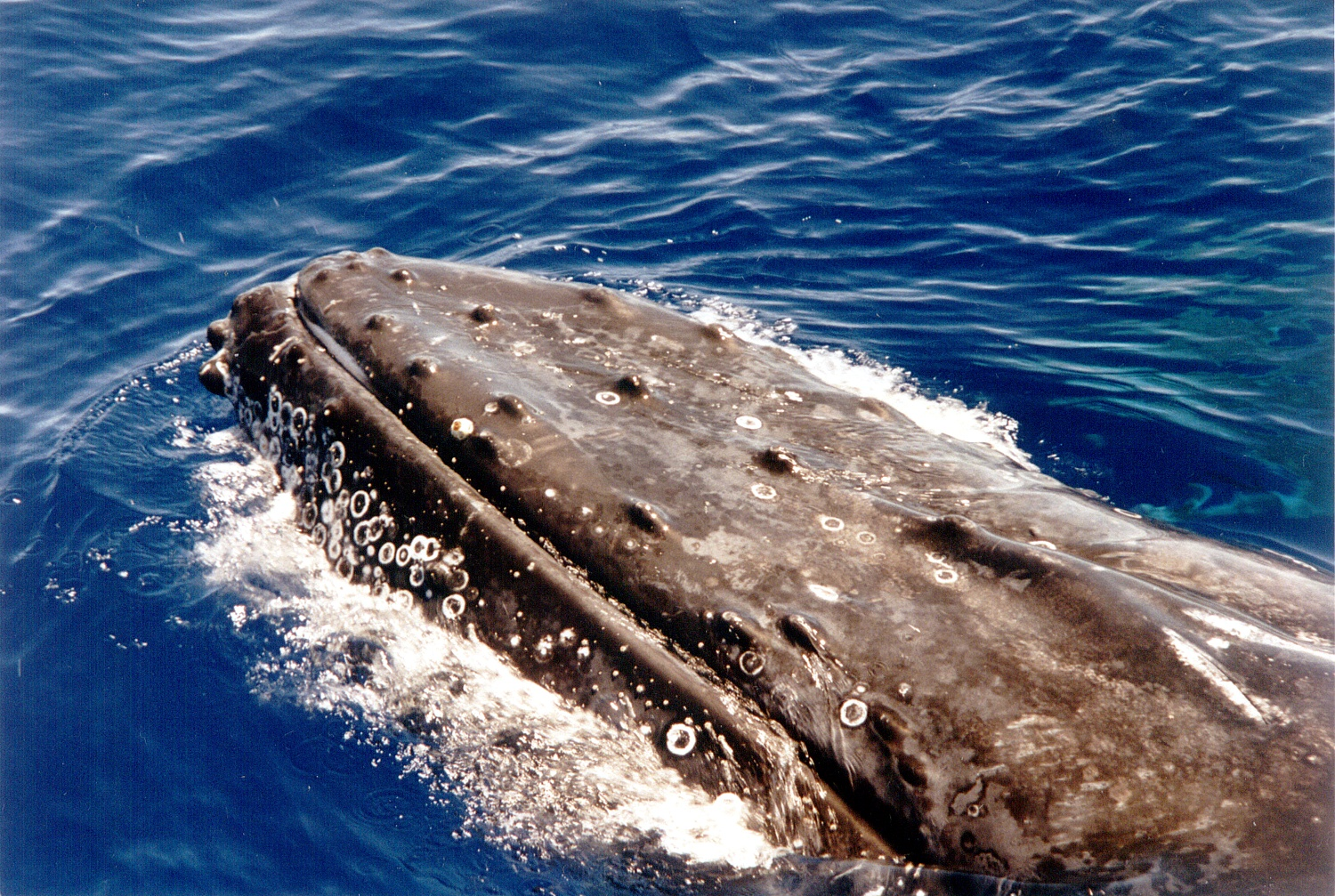
座頭鯨的頭部近觀

座头鲸可由牠們帶有明顯駝峰的厚實身軀，以及黝黑的上半部而輕易辨認。頭部與下顎佈滿稱為節瘤的小型瘤狀突起，這些小瘤其實是毛囊，也是此物種的特色。尾鳍具有波浪狀聳起邊緣，於潛水過程中常會往上舉離水面，和胸鰭皆具有白色斑，但不同個體身上的白色斑範圍都不同（辨別方式與小天鵝的鳥喙標記相似），因此此特徵可用來進行個別辨識。就比例而言，座頭鯨的頭部較大，約占全長的三分之一；頭頂的兩個噴氣孔明顯，噴出的水氣從正面看近似心形，一般高度2.5至3公尺。嘴內的鯨鬚每側270至400條之間，最長可達1公尺，最寬達30公分，多為黑色或橄欖棕色，少數個體則帶有灰白色剛毛。喉腹摺12至36道，最短約46公分（18英寸），最長約91公分（3英尺），每道之間的間隔頗大，最長可達腹部。關於座頭鯨會演化出所有鯨科動物比例上最長的胸鰭，目前有多種理論，兩種最盛行的假設為：胸鰭長帶來的高度機動性具有可觀進化利益，或者，較大的表面積有助於在寒帶與溫帶遷徙時的體溫調節。
活動時多一雙一對活動，有洄游習性，惟游泳速度較慢。主食為小甲殼類和群游性小型魚類。雌性座頭鯨每兩年生育一次，孕期約10個月，每次生1胎，雌鯨會照顧仔鯨約6至10個月，同時讓仔鯨學習獨立可能也需要約半年的時間。座头鲸壽命可長達40至50年，雌鯨約在五歲達到性成熟，雄鯨則約在七歲。

## 群體結構
一般的座頭鯨群體結構都較為鬆散，一般都是單獨生活，或者幾隻一起生活的也有（常見族群數量為1至3隻，少數大型族群數量可達15隻）。群體生活通常在夏季持續得較久，這是為了方便互相合作覓食。
當雄性的座頭鯨尋求配偶時，通常會與其他雄鯨一起包圍著一隻雌鯨，通常這不是合作性質，而是雄鯨之間的競爭，科學家將這種為爭奪雌鯨而群聚的雄鯨稱為「競爭性群體」（competitive groups）。競爭會持續幾小時，慢慢競逐失敗的都會自動游離，剩下者會與雌鯨交配，而最近的研究指出，較大型的雌鯨較可能成為雄鯨的追求對象。
科學家一直認為鯨語在座頭鯨間扮演著重要角色，但未能確定。現時大部分儀器都能研究出來，乃進一步發現的關鍵。

## 習性

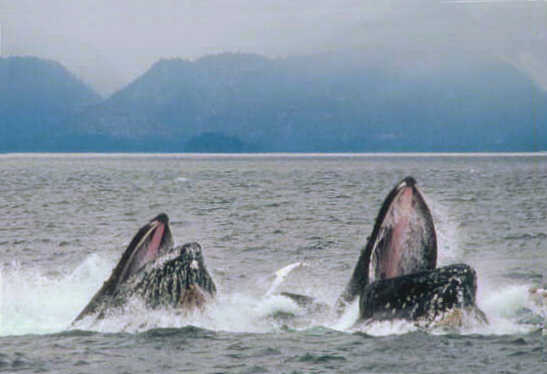
一對座頭鯨正在進食。

座頭鯨只在夏天捕食，在冬天它們就會依靠體內儲存的脂肪過活。座頭鯨是一種非常積極的捕獵者，它們的捕食對象包括磷蝦或聚在一起的魚群（如鯡魚，胡瓜魚、玉筋魚等）。捕食的方法包括直接攻擊或者通過用鰭拍打海水而將獵物擊暈。
其中最獨特的獵食技巧稱為水泡網捕獵法。一群鯨魚在群魚的下方圍成一個大圈迅速地游動，再從氣孔排氣形成水泡網從而使群魚逼得更為密集。時機成熟牠們會同時張大口向上竄，一口就可以吞下數以千計的群魚。鯨魚们协同采用這種捕獵法时其团队规模可達12條，而水泡網的直徑可長達30公尺（100英尺）。這可說是海洋哺乳動物中最奇特的捕獵方式。
通常虎鯨會視幼年座頭鯨為獵食對象，但是這種威脅對於成年的座頭鯨來說是相當輕微的，頂多是造成表皮上的傷痕。

## 鯨語
座頭鯨不但有類似特技飛行的躍出水面的動作，牠的長而且複雜的叫聲也引起眾多動物學家的關注。在牠們的低吟的叫聲中，振幅與頻率重複的模式會在幾個小時甚至幾天中保持一致。由於座頭鯨只在繁殖季節呼叫，因此人們認為牠們的叫聲是用來求愛的。另一個有趣的事實是，雄鯨會依據聽到的其他叫聲來修正自己的叫聲，每條鯨魚所獨有的叫聲會在數年的時間中持續進化，甚至過了十多年也不會重複，目前確切原因仍不清楚，但據信較新穎的叫聲較能受雌鯨青睞。

## 數量與分佈

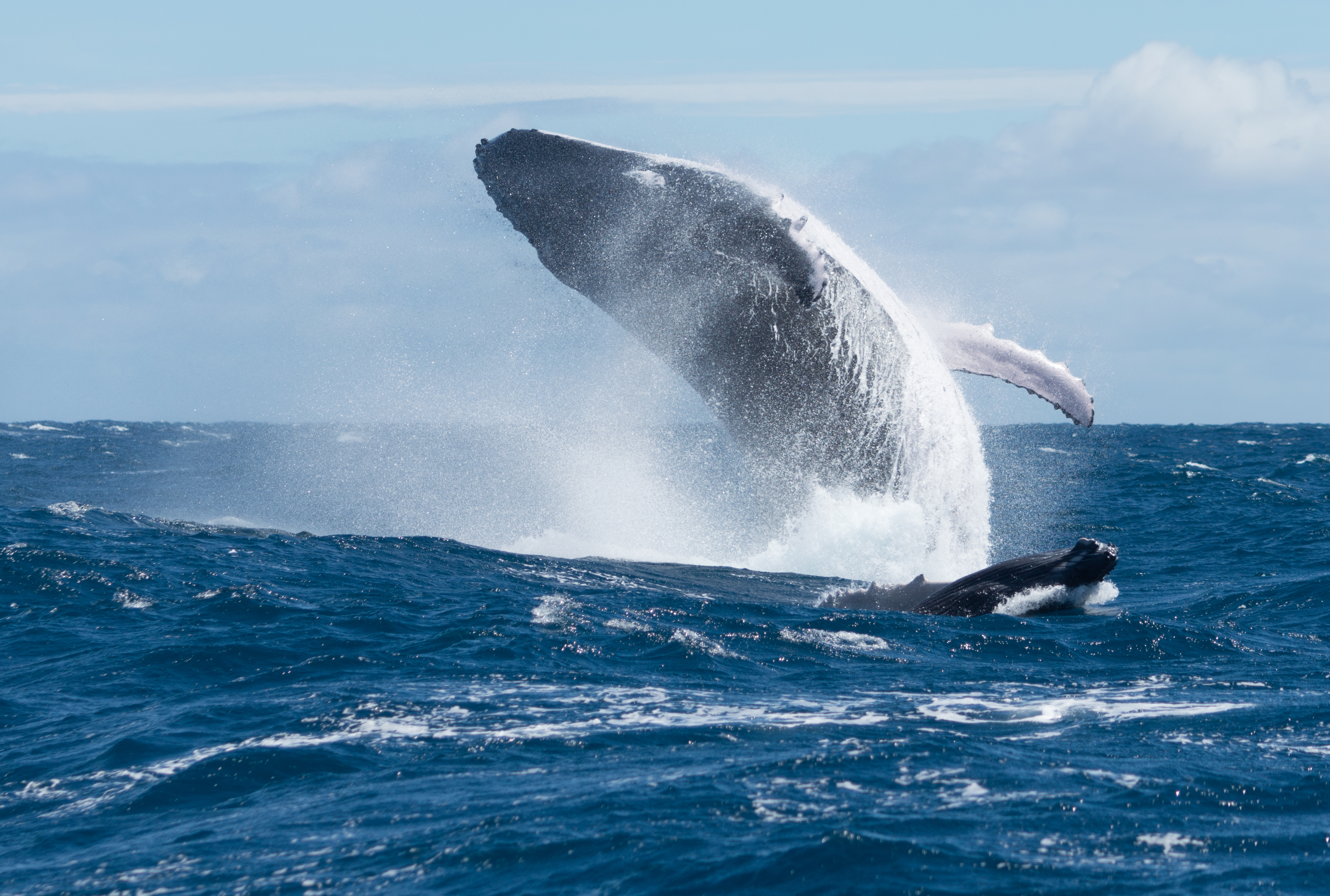
雌性成年座头鲸与幼鲸，雌鲸跃出水面以驱赶雄鲸。拍摄于法属玻里尼西亚塔希提岛。

座頭鯨在所有主要海洋中均有發現，但於地中海東部、波羅的海和北極等海域還未有紀錄，牠們分佈在從南極冰緣到北緯65度的廣闊海面。這是一個有遷移特點的物種，牠們夏天生活在涼爽的高緯度水域，但是在熱帶或亞熱帶水域交配繁衍。座頭鯨通常每年遷徙路程長達25,000公里（16,000英里），使牠們成為哺乳動物中最好遷徙者之一；但是生活在阿拉伯海的族群例外，牠們長年都生活在熱帶海域。
在十九世紀中以前，全球座頭鯨的數量一度達到150,000條，但在往後的一個世紀裡，人類大規模進行商業捕鯨活動，過度捕殺座頭鯨令座頭鯨在1966年的數量只剩下僅僅20,000條。1986年国际捕鲸委员会通過了《全球禁止捕鯨公約》，嚴格禁止所有商業捕鯨活動，令座頭鯨幸免於當時絕種。二十世紀座頭鯨的種群數量正在持續增長，但直至今天仍只回升至35,000條，還不到十九世紀中以前的四分之一。保守估計有11,600條座頭鯨生活在大西洋、7,000條在太平洋和約17,000條在南半球。

## 亞洲附近的重要出沒紀錄及主要出没地点
- 2009年3月，香港西貢海域 [16]
- 2015年，在中國大陸辽宁省长海县海域。[17][17][18]
- 2017年4月 臺灣臺東成功海域[19]
- 2021年3月 臺灣綠島海域
- 2025年4月台灣墾丁海域

## 註解
1. ↑  在澳洲沿海發現的白座頭鯨「Migaloo」除體色全白外，基本上未缺乏一般座頭鯨所具有的特徵。

## 外部連結
- （英文）ARKive－座頭鯨影帶。
- 70South－座頭鯨資料
- 座頭鯨叫聲分析